# Patella (Kieferklauenträger)

Spinnenbein mit den einzelnen Beingliedern: 1: Coxa, 2: Trochanter, 3: Femur, 4: Patella, 5: Tibia, 6: Metatarsus, 7: Tarsus, 8: Klauen

Die Patella (Plural: Patellae) ist ein Glied der Beine und Pedipalpen der Kieferklauenträger (Chelicerata), das zwischen dem Femur und der Tibia liegt. Wie bei anderen Beingliedern handelt es sich hierbei um eine feste Röhre, die mit den benachbarten Beingliedern durch einen weichen und nicht sklerotisierten Gelenkbereich verbunden ist und durch Muskulatur unabhängig von diesen bewegt werden kann.
Eine Patella kommt im Bauplan der Kieferklauenträger, zu denen vor allem die Webspinnen und Skorpione gehören, vor. Sie ist innerhalb der einzelnen Gruppen unterschiedlich ausgeprägt und an allen Extremitäten vorhanden. Meist handelt es sich um ein kurzes Beinsegment von etwa glockenförmiger Gestalt, das mit dem schmalen oberen Ende am Femur ansitzt und mit der Tibia breit verbunden ist. Bei den als Mandibeltiere zusammengefassten Insekten, Myriapoden und Krebstieren gibt es dagegen keine Patella.
Die Benennung erfolgte in Analogie zum menschlichen Bein mit einer Kniescheibe (Patella) zwischen dem Oberschenkel (Femur) und dem Unterschenkel (Tibia). Eine Homologie der einzelnen Glieder zwischen Spinnentieren und Wirbeltieren besteht allerdings nicht.
Nach Untersuchungen, bei denen die Genexpression in embryonalen Beinanlagen bei verschiedenen Arthropodengruppen vergleichend beobachtet wurde, sind Patella und Tibia der Chelicerata homolog zur Tibia der anderen Arthropoden. Bei den Chelicerata tritt ein für diese Tiergruppe spezifisches Gen auf, dessen Expression die Ausbildung der Patella bestimmt. Es handelt sich um ein paraloges Gen zu einem bei allen Arthropoden an der Ausbildung der Beinglieder beteiligen Gen, das dachshund (abgekürzt dac) genannt wird (bei einer Mutation dieses Gens sind die Beine fehlgebildet und dabei markant verkürzt, was den Beschreiber an einen Dackel erinnerte). Fehlt das Genprodukt dieses dachshund 2 genannten Gens, verschmelzen Patella und Tibia zu einem Glied. Funktionell wird vermutet, dass die Patella als zusätzliches kurzes Beinsegment die Beweglichkeit des Beins erhöht.

## Belege
1. ↑  John T. Hjelle: Anatomy and Morphology. In: Gary A. Polis (Hrsg.): The Biology of Scorpions. Stanford University Press, Stanford 1990, ISBN 0-8047-1249-2, S. 9–63, hier S. 6.
2. ↑  Peter Weygoldt: Chelicerata, Spinnentiere In: W. Westheide, R. Rieger (Hrsg.): Spezielle Zoologie. Teil 1: Einzeller und Wirbellose Tiere. Gustav Fischer Verlag, Stuttgart/Jena 1997, ISBN 3-437-20515-3, S. 449.
3. 1 2  Hannes Paulus: Euarthropoda, Gliederfüßer i.e.S. In: W. Westheide, R. Rieger (Hrsg.): Spezielle Zoologie. Teil 1: Einzeller und Wirbellose Tiere. Gustav Fischer Verlag, Stuttgart/Jena 1997, ISBN 3-437-20515-3, S. 436–437.
4. ↑   Natascha Turetzek, Matthias Pechmann, Christoph Schomburg, Julia Schneider, Nikola-Michael Prpic: Neofunctionalization of a Duplicate dachshund Gene Underlies the Evolution of a Novel Leg Segment in Arachnids. Molecular Biology and Evolution 33 (1), 2015; S. 109–121. doi:10.1093/molbev/msv200